# Campo di concentramento di Crveni Krst
Il campo di concentramento di Crveni Krst, noto anche come campo di concentramento di Niš, fu gestito dalla Gestapo e ospitò serbi, ebrei e rom catturati durante la seconda guerra mondiale. Istituito a metà del 1941, fu utilizzato per trattenere fino a 35 000 persone durante la guerra, fu liberato dai partigiani jugoslavi nel 1944.
Si ritiene che nel campo siano state uccise più di 10 000 persone. Dopo la guerra, è stato eretto un monumento alle vittime del campo sul monte Bubanj, dove furono fucilati molti dei detenuti. Un museo commemorativo è stato aperto nell'ex campo nel 1967, nel 1979 il campo fu dichiarato Monumento Culturale di Eccezionale Importanza e protetto dalla Repubblica Socialista di Serbia.

## Storia
Il 6 aprile 1941, le forze dell'Asse invasero il Regno di Jugoslavia. L'esercito reale jugoslavo fu rapidamente sconfitto e Belgrado fu catturata il 12 aprile. Il regno fu smembrato, la Wehrmacht istituì il Territorio del comandante militare in Serbia con un governo di occupazione militare. Il territorio ricoprì la maggior parte della Serbia vera e propria, con l'aggiunta della regione settentrionale del Kosovo (centrata sull'attuale Kosovska Mitrovica) e del Banato. Fu l'unica regione della Jugoslavia divisa in cui gli occupanti tedeschi stabilirono un governo militare, sostanzialmente per sfruttare le principali vie di trasporto ferroviario e fluviale che attraversavano la regione e le sue preziose risorse, in particolare i metalli non ferrosi. Il comandante militare in Serbia incaricò il governo fantoccio serbo di "svolgere le faccende amministrative sotto la direzione e la supervisione tedesca".
Il 29 agosto 1941, i tedeschi diedero vita al governo di salvezza nazionale sotto il generale Milan Nedić, per sostituire la breve amministrazione del commissario: politico noto per avere tendenze pro-Asse, Nedić fu scelto perché i tedeschi pensarono che la sua feroce esperienza militare e anticomunista potesse essere usata per sedare una rivolta armata scoppiata nella regione serba di Šumadija.
Non potendo portare i rinforzi necessari a causa della necessità di inviare soldati sul fronte orientale, i tedeschi risposero alla rivolta dichiarando che sarebbero stati giustiziati cento serbi per ogni soldato tedesco ucciso e che cinquanta sarebbero stati giustiziati per ogni soldato tedesco ferito. Nell'ottobre 1941, questa scelta politica provocò la morte di 25.000 serbi. I tedeschi presero di mira anche gli ebrei posti ai lavori forzati, a tassazione punitiva e a decreti restrittivi. Gli ebrei furono anche registrati presso le autorità tedesche e costretti a indossare i bracciali identificativi, mentre le loro proprietà furono confiscate: ebrei e rom, seppure in misura minore, furono presi di mira per motivi razziali sebbene la maggior parte non fu uccisa sul posto. Dopo l'inizio della rivolta, la propaganda tedesca iniziò ad associare gli ebrei al comunismo e all'ideologia anti-tedesca, in seguito ci furono gli arresti e le esecuzioni degli ebrei serbi.
Quando i tedeschi occuparono la città serba sud-orientale di Niš nell'aprile 1941, proibirono ai rom di lasciare le loro abitazioni senza indossare il bracciale giallo identificativo con la parola Zigeuner (zingaro). I soldati tedeschi attraversarono quindi il quartiere rom e rasarono con la forza la testa di tutti i rom di Niš con il pretesto che avevano i pidocchi.

### Operatività

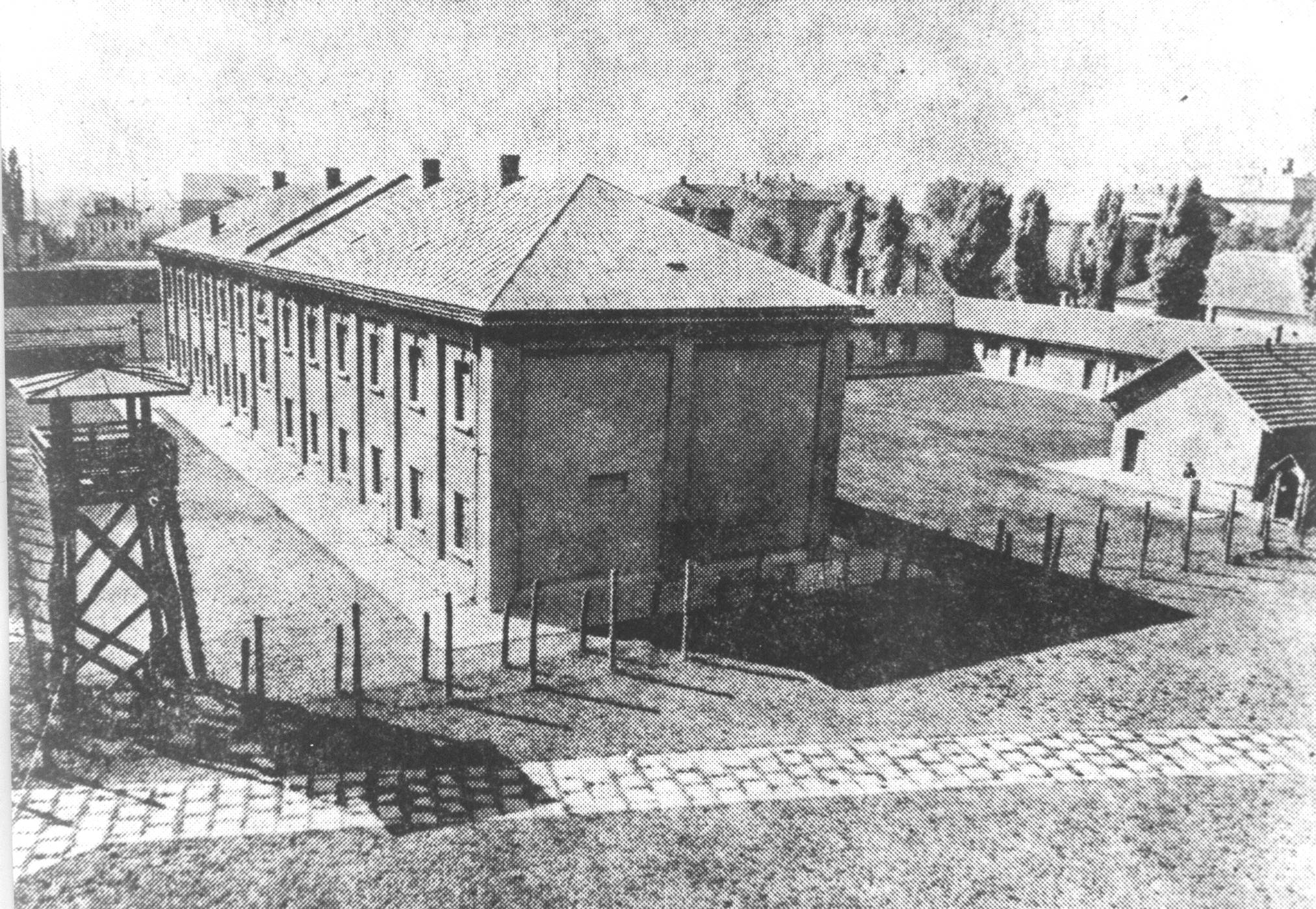
Le strutture presenti nel campo.

Il campo di concentramento di Crveni Krst fu costruito dalla Gestapo tedesca a Niš intorno alla metà del 1941. Prese il nome da una struttura della Croce Rossa situata vicino al campo. Originariamente inteso come campo di transito, nel settembre di quell'anno fu trasformato in campo di concentramento.
I prigionieri presenti potevano essere divisi in quattro categorie: gli ostaggi catturati per rappresaglia (furono uccisi 100 ostaggi per ogni soldato tedesco ucciso e 50 per ogni ferito), gli ebrei, le persone arrestate con l'accusa di appartenere o cooperare con il Movimento comunista di liberazione nazionale e nelle unità militari sotto il comando di Josip Broz Tito, gli arrestati con l'accusa di appartenere o collaborare con l'esercito jugoslavo sotto il comando del Ministro della Guerra, il colonnello Dragoljub Draža Mihailović.
Uomini, donne e bambini rom furono imprigionati a Crveni Krst poco dopo la sua creazione. Nell'ottobre 1941, 200-300 ebrei locali e stranieri che vivevano a Niš furono internati nel campo. Più tardi ne arrivarono altri dalle città delle Serbia più interna. Le leggi approvate dai tedeschi a settembre garantivano che sarebbero stati detenuti separatamente dagli altri detenuti.
I tedeschi iniziarono a giustiziare i detenuti maschi adulti all'inizio di novembre. A gennaio, un gruppo di partigiani serbi attaccò il campo, liberando un piccolo numero di prigionieri ebrei. Le prime esecuzioni di massa avvennero sul monte Bubanj nel febbraio 1942. Tra le vittime ci furono molti detenuti rom, ostaggi uccisi fino a 100 in un giorno. Quel mese, un gruppo di detenuti cercò di fuggire dal campo: quindici prigionieri riuscissero a fuggire, quarantadue vennero uccisi.
Una seconda esecuzione di massa comportò la fucilazione di un gran numero di prigionieri serbi ed ebrei rimasti, i cui cadaveri furono scaricati nelle fosse comuni che i tedeschi avevano costretto a scavare ai prigionieri rom. Quella primavera, le donne e i bambini detenuti a Crveni Krst furono trasferiti nel campo di concentramento di Sajmište alla periferia di Belgrado, dove furono assassinati usando i gaswagen. Il campo rimase in funzione nei due anni successivi, prima di essere liberato dai partigiani nel 1944. Degli oltre 35.000 detenuti tenuti nel campo durante la guerra, circa 10.000 furono uccisi.

## Eredità
Dopo la guerra, sul monte Bubanj fu eretto un monumento ai caduti del campo. È stato aperto un museo commemorativo nel 1967, l'allestimento è stato preparato dagli storici curatori Ivana Gruden Miletinjević e Nebojša Ozimić. Nel 1979, i campi sono stati dichiarati Monumento Culturale di Eccezionale Importanza e sono stati protetti dalla Repubblica Socialista di Serbia.
Il film intitolato Lager Niš descrive gli eventi del campo, fu distribuito in Jugoslavia nel 1987, è l'unico film che tratta l'argomento specifico dei detenuti in un campo di concentramento mai uscito nel paese.